# Toxina Shiga

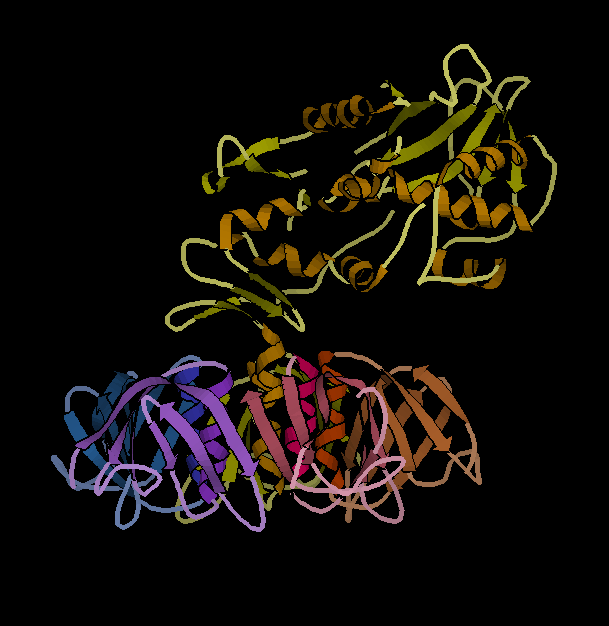
Estructura cristalina de la holotoxina STx1 de Shigella dysenteriae. Las subunidades B están en la parte inferior, la subunidad A es la más grande.

Las toxinas Shiga o shigatoxinas son una familia de toxinas relacionadas con dos grupos principales, Stx1 y Stx2, cuyos genes se considera que son parte del genoma de los profagos lambdoide Las toxinas son llamadas Shiga por Kiyoshi Shiga, que fue el primero en describir el origen bacteriano de la disentería causada por Shigella dysenteriae. El origen más común de toxinas Shiga son las bacterias S. dysenteriae y el  grupo Shigatoxigénico de Escherichia coli (STEC), el cual incluye el serotipo O157:H7 y otras  E. coli enterohemorrágicas.

## Nomenclatura
Hay muchos términos que los microbiólogos usan para describir la toxina Shiga y diferenciar entre sus diferentes formas. Muchos de estos términos se usan indistintamente.
- 1) Toxina Shiga (Stx) – Toxina Shiga verdadera producida por Shigella dysenteriae.
- 2) Toxina semejante a Shiga 1 y 2 (SLT-1 y 2 o Stx-1 y 2) – las toxinas Shiga producidas por algunas cepas de E. coli.  Stx-1 difiere de Stx en un solo aminoácido.  Stx-2 tiene 56% identidad de secuencia con Stx-1.
- 3) Citotoxinas – una notación arcaica para Stx, usada en un sentido amplio.
- 4) Verocitotoxinas – una denominación rara para Stx, de la hipersensibilidad de células Vero a Stx.

## Mecanismo
Las toxinas Shiga actúan inhibiendo la síntesis proteica dentro de células blanco por un mecanismo similar al de la toxina ricina  producida por Ricinus communis.  Después de entrar a una célula, la proteína funciona como una N-glicosidasa, ciclando varias nucleobases del  ARN que comprende el ribosoma, deteniendo de tal modo la síntesis de proteínas.

## Estructura
La toxina tiene dos subunidades —designadas A y B— y es una de las  toxinas AB5. La subunidad B es un pentámero que se une a glicolípidos específicos en la célula del hospedador, específicamente globotriaosylceramida (Gb3). Luego de esto, la subunidad A es internalizada y clivada en dos partes. El componente A1 luego se une al ribosoma, interrumpiendo la síntesis de proteínas.  Se ha descubierto que Stx-2 es aproximadamente 400 veces más tóxica (según lo cuantificado por LD50 en ratones) que Stx-1.
Gb3 está, por razones desconocidas, presente en mayor cantidad en tejidos del epitelio renal, a lo cual puede ser atribuida la toxicidad renal de la toxina Shiga.
La toxina requiere receptores altamente específicos en la superficie celular para atacar e ingresar dentro de la célula; especies como ganado, cerdos, y ciervos que no trasportan estos receptores pueden abrigar bacterias toxigenicas sin ningún efecto perjudicial, vertiéndolas en sus heces, de donde pueden diseminarse a los seres humanos.